# 天后宫 (罗源县)
天后宫，是位于福建省福州市罗源县凤山镇府前街的一个明代古建筑，1986年入选第二批罗源县文物保护单位。
天后宫原建于县西北西洋岭上的南陈桥头，清乾隆五年（1740年）移建于东郊江尾下现址，乾隆五十八年（1793年）重修。由宫门、戏台、两庑、大堂、后殿及梳妆楼等组成，土木结构，硬山式屋顶。中华人民共和国成立后戏台被拆除，宫门被改造，其余保持原貌。